# عبد الزهرة عبد السادة صباح
عبد الزهرة عبد السادة صباح لاعب نادي الشباب العراقي سابقا في منتصف الثمانينات وهداف فريق فئة الشباب للنادي، لم يحالفه الحظ كثيرا في مشواره الكروي، حيث توقفت مسيرته الكروية مع النادي بسبب بعض الظروف ، لكن استمر في تميزه الكروي مع الاندية الشعبية في بغداد.
لعب لأندية شعبية أهمها نادي التضامن في حي الشعلة في الفترة ماببين  1983-1986  وكان فيه الهداف الابرز وحاز معه على بطولات عديدة منها بطولة الشهيد حسن التي أقيمت على ملعب الشهيد حسن في الشعلة. كما لعب لفريق حي الشهداء في الفترة ما بين 1986-1995 بقيادة اللاعب سليم خشن وحاز معه أيضا على عدة بطولات للفرق الشعبية. وبعد اعتزاله اللعب عمل مدربا لفريق شعبي في حي السويب في بغداد .